# Loxophlebia imitata
Loxophlebia imitata là một loài bướm đêm thuộc phân họ Arctiinae, họ Erebidae.